# Vympel R-23

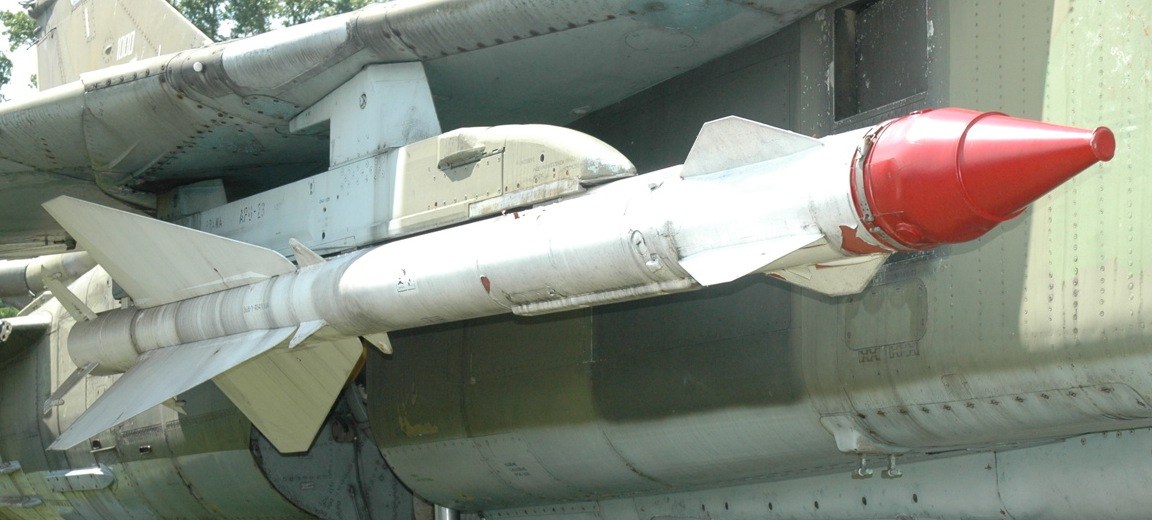
Raketa R-23T na polském MiGu-23

Vympel R-23 (v kódu NATO AA-7 „Apex“) je sovětská raketa vzduch-vzduch vyvinutá konstrukční kanceláří Vympel pro stíhací letouny. Postupně ji ve službě nahradila modernější verze R-24 s větším doletem. Z hlediska celkového výkonu a role je srovnatelná s americkou AIM-7 Sparrow.
Návrh nové rakety pro MiG-23 začal v polovině 60. let pod vedením V. A. Pustjakova. Nová zbraň byla vyvíjena jako K-23 a měla být určená proti cílům jako bombardéry. Původně bylo zamýšleno vyhledávání cílů s duálním režimem používající jak poloaktivní radarové navádění, tak infračervené navádění, ale to se ukázalo jako nepraktické a místo toho byly vyvinuty samostatné modely (izdělije 340 a 360), které později vešly ve známost jako R-23T a R-23R. První testy byly zahájeny v roce 1967, kdy se poloaktivní vyhledávání u rakety R-23R ukázalo jako velmi problematické.
V roce 1968 Sověti získali raketu AIM-7 Sparrow a tým Vympelu ji začal kopírovat jako K-25. Srovnání obou raket vedlo k výrobě K-23; byl vylepšen dolet a odolnost proti protiopatření. Práce na K-25 skončily v roce 1971, nicméně několik rysů rakety Sparrow bylo později použito při konstrukci rakety Vympel R-27.
Maximální dolet R-23R je 35 km a „infračervené“ verze R-23T 15 km.